# 叶荣顺
叶荣顺（1981年10月8日—），中国足球运动员，司职后卫，现效力于青岛城市足球甲级联赛球队青岛黄海制药。